# 天仓增廿一
鯨魚座χ，又名BD-11 352，HD 11171、SAO 148036、HR 531，是鯨魚座的一颗恒星，视星等为4.67，位于銀經165.48，銀緯-68.61，其B1900.0坐标为赤經1h 44m 40.3s，赤緯-11° -68.61′ 52″。